# Eggard Bralstorp
Eggard Bralstorp, född på 1200-talet, död på 1300-talet, var en svensk riddare.

## Biografi
Eggard Bralstorp nämns första gången 1301 som riddare. Han avled senast 1308.

### Egendom
Bralstorp ägde jord i Norunda härad i Uppland.

### Familj
Bralstorp gifte sig senast 1301 med Ragnild Andersdotter (Elofssönernas ätt), dotter till Anders Elofsson (Elofssönernas ätt). Hon var änka efter Lars i Snyttringe, Allhelgona socken.  Bralstorp och Ragnild Andersdotter fick tillsammans barnen en dotter som var gift med riddaren Dan Jonsson (Stjärnbjälke), Eggard Bralstorp och fogden Bengt Notholm.